# Крушчица (Лепосавић)
Крушчица је насеље у општини Лепосавић на Косову и Метохији. Припада месној заједници Лепосавић. Село се налази северно од Лепосавића, на југозападним обронцима планине Копаоник, са надморском висином од 745 метара, а куће су лициране по мањим групама. У називу села је реч кушчица (деминутив од крушка), па топоним спада у фитониме.

## Демографија
- попис становништва 1948: 84
- попис становништва 1953: 52
- попис становништва 1961: 55
- попис становништва 1971: 31
- попис становништва 1981: 21
- попис становништва 1991: 19

У насељу 2004. године живи 15 становника. Родови који живе у овом селу су: Миленковићи и Тополићи.